# Речник
Речникът е списък от думи с техните значения (тълковен речник) или списък от  думи със съответстващите им думи на друг език (двуезичен речник) или езици (многоезичен речник). 
В някои езици една и съща дума може да се употребява в различни форми, но в речниците като заглавна дума присъства само една форма, приета за основна. Много речници дават информация и за произношението, граматиката, производните думи, историята или етимологията на основната дума, както и препоръки за употреба, примери във фрази и изречения, илюстрации. Речниците са най-често книги, но могат да бъдат и в електронен вид.